# Лай
Лай (грец. Λάιος) — правнук засновника Фів Кадма, син Лабдака, чоловік Іокасти, батько Едіпа.
Помираючи, Лабдак залишив Лая під опікою брата Ліка, але дядько сам захопив владу і не хотів віддавати її. Після смерті Ліка фіванці одностайно обрали володарем молодого Лая, що здобув велику прихильність народу своєю справедливістю й добротою. Гера ненавиділа рід Кадма за те, що його дочку Семелу покохав Зевс. Богиня наслала на Лая, Едіпа та його нащадків чимало нещасть. Загинув Лай від руки сина, який не знав, що вбиває батька.